# ハンス・H・シュタインベルク
ハンス・H・シュタインベルク（Hans H. Steinberg, 1950年 - ）は、ドイツの俳優である。

## 出演作品

### 映画
- ヒトラー 〜最期の12日間〜（カール・コラー）